# Louis Jean Charles d'Urtubie
Louis Jean Charles d’Urtubie, né le 17 mars 1730 à La Fère (Aisne), mort le 17 décembre 1808 à La Fère (Aisne), est un général de brigade de la Révolution française.

## États de service
Il entre en service le 1er mars 1745, comme surnuméraire dans l’artillerie, puis il devient chef de brigade le 14 septembre 1776, et lieutenant-colonel au régiment de La Fère en 1783.
En 1789, il rejoint Bordeaux, en tant que directeur de l’artillerie, puis le 23 mai 1791, il occupe les mêmes fonctions à Bayonne, avant de prendre le commandement de l’école de l'artillerie le 1er décembre 1791.
Il est promu général de brigade le 8 mars 1793, commandant de l’artillerie de l’armée de réserve. Il est suspendu de ses fonctions le 1er juin suivant, et autorisé à prendre sa retraite le 17 novembre 1794.
Élu maire de La Fère, il meurt le 17 décembre 1808, dans cette ville.
Il est le frère du général Théodore Bernard Simon Durtubie dit d’Urtubie de Rogicourt (1741-1807).

## Sources
- (en) « Generals Who Served in the French Army during the Period 1789 - 1814: Eberle to Exelmans »
- Docteur Robinet, Jean-François Eugène et J. Le Chapelain, Dictionnaire historique et biographique de la révolution et de l'empire, 1789-1815, volume 1, Librairie Historique de la révolution et de l’empire, 900 p. (lire en ligne), p. 724.
- (pl) « Napoléon.org.pl »
- J.F.L Devisme, Manuel historique du département de l’Aisne, F.Leban-Courtois libraire, Laon, 1826, p. 387.